# Janderson
Janderson Kione Pereira Rodrigues (ur. 18 lutego 1989 w Quaraí) – brazylijski piłkarz występujący na pozycji skrzydłowego, od 2021 roku zawodnik gwatemalskiego Cobán Imperial.